# とつげき!人間戦車
『とつげき!人間戦車』（とつげき にんげんせんしゃ）は、日本の同人サークル「焼肉万歳」（やきにくばんざい）による同人ゲームのWindowsパソコン用ウォー・シミュレーションゲーム（シェアウェア）、並びにそれを第1作とするシリーズの総称である。公式な英字表記は「WAR OF THE HUMAN TANKS」。
ラインナップは以下のとおり。
- とつげき!人間戦車
- とつげき!人間戦車 ALTeR（‐アルタ）
- とつげき!人間戦車 LIMITED OPERATIONS（‐リミテッド・オペレーション）

## 概要
現代日本に似た架空の世界における「ジャポン帝国」と「ジャポン王国」との戦争を舞台として、そこで主力兵器として使われる人型兵器「人間戦車」と、それを率いる部隊指揮官たちの活躍をコミカルに描く。プレイヤーは作品毎に決められた部隊の指揮官として、敵の人間戦車部隊を撃破しながら物語を進める。駒である人間戦車たちは敵の攻撃に脆く、視界外の敵は見えないので、いかに索敵を進めて先制攻撃を加えるかが鍵となる。こうした特徴を、公式には「使い捨て戦術シミュレーション」と称する。シリーズを通して世界観を共有し一部に前作と同じもしくは関係のあるキャラクターが登場するなど連続性はあるが、それぞれ単体で遊ぶことができる。また、全作品とも物語や最終局面に分岐のある「マルチストーリー/マルチエンディング」を採用している。

## 評価
このシリーズは、かわいらしい外見のキャラクターを「使い捨てる（自爆させる）」という着想を特徴として、しばしば注目される。第1作『とつげき!人間戦車』は、4Gamer.netの「インディーズゲームの小部屋」Room＃61に掲載され、DLsite.comでは特集ページが組まれたほか、ギュッと!の全年齢向け「やりこみゲーム特集」にて17本中の一つとして挙げられた。第2作『とつげき!人間戦車 ALTeR』は、サンデー社月刊「パソコンパラダイス」2009年5月号に掲載、DiGiket.comの体験版特集にて10本中の一つとして挙げられた。全体の売上げは明らかでないが、DLsite.comの一般向け同人ソフト年間ランキングでは2009年に第1作が8位と第2作が13位、2010年に第1作が23位と第2作が36位をそれぞれ記録した。

## シリーズ共通のシステム

### ゲームの流れ
このシリーズは共通して、シナリオごとに「第x話」という形で区切られる。各話は、以下の流れで進行する。
1. オープニング‐各話開始時に必ずオープニング動画が流れる（スキップ可能）。アバンタイトル風の演出が入る場合もある。
2. タイトルアイキャッチ‐そのステージで描かれる物語のサブタイトルが示される。
3. シナリオAパート‐各話で戦闘に到るまでの物語を、キャラクターによってアドベンチャーゲーム風に描く。
4. 出撃準備‐戦場（マップ）を確認し、人間戦車（ユニット）を配置し、「出撃」を選択すると戦闘が開始される。
5. 戦術画面（バトルパート）‐実際にユニットを動かし、敵と戦う。戦闘結果によって、以後のシナリオが変化する場合もある。
6. シナリオBパート‐戦闘終結後の物語を、Aパートと同様に描く。
7. エンディング‐各話終了時に必ずエンディング動画が流れる（スキップ可能）。
8. インターミッション[8]‐各種情報を確認したり、システム設定を行う。「次のシナリオへ」を選ぶと、次のステージへ移行する。

### 戦闘
このシリーズの戦闘は、正八角形のマスが縦・横に並ぶ盤上で行われる。シナリオ毎にマスの配列によって地形が表現され、マスそのものには移動・防御などに影響を与える地形効果は無い。プレイヤーは、「出撃準備」で所有する人間戦車（ユニット）を指定範囲内に規定の上限数まで任意に配置でき、「出撃」を選ぶと戦闘が開始される。第1作と第2作では、ユニットを盤上に配置する際に「プラグイン」という追加装備でユニットの性能を向上させたり特殊能力を付与することもできる。
戦闘は、敵味方問わず時間経過に従い行動可能となったユニットを動かす「セミリアルタイム方式」で進行する。時間経過は画面左上の時計に大まかに示され、「通信速度」の能力値が高いユニットほど順番が早く、行動機会も多い。行動可能を示す「CONNECT」と表示されたユニットを選択すると時間経過が一時停止して当該ユニットの行動を選択できる。また、CONNECT表示の無い味方ユニットや視界内の敵ユニットを選択すると、それらの能力を確認できる。ユニットの行動には、以下の5つがある。
攻撃各車両固有の武器で対象を攻撃する。攻撃可能範囲がオレンジ色で示され、任意のマス（自爆攻撃は自爆するユニットの居るマス）を指定すると攻撃を実行する。広範囲を攻撃できる場合は、攻撃対象範囲が赤く示される。マスを対象に攻撃するので、ユニットの居ないマスや索敵していない「UNKWON」マス、さらには味方の居るマスも攻撃でき、攻撃は視界外の敵や味方にも当たる。攻撃は原則として必ず命中し（剣客/騎士車両並びにそれらと同等の「回避」プラグインを付与したユニットを除く）、被弾したユニットは必ず撃破（除去）される。但し、複数のマスにまたがる「大型車両」は1発では撃破されず、被弾した部分に「×」印が付き、マスを占有する全ての部分に被弾すると撃破される。いずれも攻撃が実行されると、攻撃側が発砲する様子と対象側の被弾する様子がアニメーションで演出される。
移動各車両に規定された「移動力」の範囲で移動する。1移動力につき縦または横に1マス動ける計算で、緑色で示される範囲内から目的のマスを選ぶと移動が即座に完了する（取消不可）。目的地までの経路で、それまで未発見だった敵ユニットと隣接すると移動停止する。移動完了時にユニット毎の視界による索敵が実行され、移動後には攻撃・索敵・待機のいずれかを実行できる。
索敵「UNKWON」と表記された視界外のマスを調べる。実行するユニットの索敵可能範囲が青く表示され、指定した「UNKWON」マスに敵ユニットが居れば発見できる。攻撃と同様に広範囲を索敵できる場合は対象範囲が紫色で示される。索敵したマスは、実行したユニットが次に行動できるまで視界と同じ扱いとなり、そこへ新たに進入した敵ユニットも発見できる。マスの索敵済み状態は、索敵を行ったユニットが次の行動順を迎えるか撃破されると「UNKWON」状態へ戻る。なお、既に索敵済みまたは視界内のマスも索敵でき、同じマスを重複して索敵しても効果は変わらないが、同じマスを索敵した片方のユニットが撃破されても、もう片方のユニットが健在であれば同マスの索敵済み状態は継続される。
待機ユニットに何もさせず、時間を送る。
一部プラグインによる行動「雛菊爆弾」なら「自爆」、「拡張レーダー」なら「索敵」など、出撃準備でユニットに一部のプラグインを装備させておくと、行動選択肢が増える。通常は操作画面の下方に攻撃・移動・索敵・待機の4つが所属陣営のシンボルを挟む形で左右に並ぶのに対し、この選択肢は陣営シンボルの上に左右にまたがる大きな選択肢として現われる。こうしたプラグインの多くは「使いきり」で、1度使うと無くなってしまう。「使いきり」でないものも、同一戦闘中に再使用はできない。
戦闘は、シナリオごとに定められた条件によって勝利と敗北が決まり、彼我の状況によって「大勝」「勝利」「敗北」「大敗」と評価される。勝敗にかかわらず第1作と第2作では敵の撃破数に応じて「物資」が得られ、第3作では得点が得られる。敗北または大敗すると、シナリオによってゲームオーバーになる場合とそのまま物語が進む場合がある。

### ユニット
ユニットとなる人間戦車は機能・役割によって以下の様に大別される。それぞれの車種は、基本となる車両の他に、第1作と第2作では開発・生産によって、第3作ではシナリオによって、より高性能の戦車が登場する。
指揮車両隣接〜数マス先の敵を攻撃でき、さらに索敵もできる車両。設定上は戦域外の指揮官と通信できる唯一の車種とされ、戦闘には指揮車両を最低1両は出撃させねばならず、その全滅がシナリオの勝利/敗北条件である場合が多い。各作品にはへしこ、ルル、ほたるといった物語に関わる指揮車両が登場するが、それらを戦闘に参加させず一般の指揮車両で代用しても良いし、戦闘中にへしこ等が撃破されても他の指揮車両が健在なら敗北にはならない（へしこ等は設定上、完全には破壊されず、撃破されても次の戦闘に参加できる）。
強襲車両手榴弾や爆弾で自爆攻撃を行う車両。「通信速度」が高く、攻撃を実行すると自らの撃破と引き換えに自分を中心とする一定範囲のマスを攻撃できる。
突撃車両ライフルなどの銃器を持ち、数マス離れた敵を攻撃できる車両。第1作と第2作に於ける生産コストのバランスも良く、公式サイトによれば「戦場において主戦力となりうる車種」。但し、全車種中、唯一、索敵能力が無い。
砲撃車両大砲やミサイルによる長射程攻撃ができる車両。反面、移動力が低く、敵の迎撃車両によって攻撃を無効化されることがある。
索敵車両索敵性能の高い車両。視界外を広範囲に索敵できるが、攻撃射程が短いなど攻撃には向かない。
迎撃車両第1作の途中から登場する車両。予め設定した範囲に対する砲撃車両からの攻撃を無効化する。「攻撃」の代わりに「迎撃」を行うので、敵を一切攻撃できない。
騎士/剣客車両第1作の途中から登場する特殊な強襲車両。自爆せずに刀剣を用いて近接範囲攻撃を行う。また、あらゆる攻撃を無効化する「回避」スキルを持つ。スキルは自動的に発動する（以下のユニットも同様）。
狙撃車両第2作の途中から登場する特殊な突撃車両。スナイパーライフルを持ち、騎士/剣客車両に攻撃を回避されない「必中」スキルを持つ。
制圧車両第2作の途中から登場する特殊な砲撃車両。敵の人間戦車に装着された全てのプラグインを無効化する「破壊」スキルを持つ。

### フリーミッション
シリーズ各作品とも、インターミッションに於いて既に終えた過去の戦闘に再び挑むことができる。また、特定の条件を満たすと、本編とは別の特別なフリーミッションが発生する場合もある。フリーミッションは、第1作と第2作では「フリーミッション」一覧から選択でき、人間戦車やプラグインの開発・生産に必要な物資を得られる。第3作では「ミッションリスト」一覧から選択するか画面に表示される地図上で色のついた地点を選択すると遊ぶことができ、周回を重ねずに高ランク獲得やリミットクリアを試みることができる。

### セーブ
このシリーズのセーブ機能は共通して、いつでもマウスの右クリックで呼び出せるシステムメニューから任意に記録できる場所が4箇所と、インターミッション毎に自動記録される「オートセーブ」、それに戦闘中に「中断」を選ぶと記録される中断データの合計6つの記録を保持できる。

### クリアデータ
シリーズ各作品とも、最終話をクリアすると、「クリアデータ」を記録できる。これを読み込むと「x周目」として再び最初から遊ぶことができ、既に見たのと異なる経路でシナリオを進めたり、クリア後に現われる新たなフリーミッションを遊ぶことができる。なお、第1作・第2作では前回の開発状況や所有している人間戦車とプラグイン、所有物資を引き継ぐことができる。

### 開発・生産・処分
第1作と第2作の共通要素として、人間戦車とプラグインの「開発」「生産」「処分」がある。
開発は「インターミッション」でのみ実行でき、人間戦車とプラグインそれぞれの候補から選んで実行する。開発には「物資」など規定の材料が必要で、候補は前代の人間戦車を生産するなど条件を満たすと増える。新型の人間戦車やプラグインは、まず開発しなければ生産できない。開発を指示した人間戦車/プラグインは、次の「出撃準備」時に完成する。
生産と処分はどちらも「出撃準備」と「インターミッション」時に実行でき、物資を消費して任意の人間戦車やプラグインを生産、もしくは不要な人間戦車やプラグインを処分して物資に変えることができる。

## シリーズ共通の世界観・用語
ジャポン現代日本に似た世界。かつては「ジャポン帝国」が全土を収めていたが、第1作と第2作の物語開始時点では「ジャポン王国」との間で少なくとも20年以上に及ぶ戦争が続いている。
人間戦車主に少女の姿をした人型兵器。一部に装甲列車や戦車など異形のものもあるが、いずれも人のような顔を持つのが特徴。人型ながら装備を外すことは出来ず、あくまで与えられた兵装のみを扱う。自立して行動でき、優れた身体能力と機動力を備え、人間戦車以外の兵器では撃破できないほど強力。会話したり感情表現もできるが、知性はかなり低い。もっぱら車両として扱われるので、人権も階級も名誉も与えられないが、上官のために戦うことを至上の喜びとする。寿命を迎えたり敵に撃たれるなどして「限界」を感じると自ら爆発して死ぬ（人間戦車が死ぬことを劇中では「沈黙する」と表現する）。「毒電波粒子」を燃料として動き、人間にとって有害なそれが蔓延する戦場で、指揮官からの遠隔通信による指示を受けて活動する。第1作の物語開始の20年ほど前に開発され、現在では両軍の主戦力となっている。帝国軍は鉄ヘルメット、王国軍は帽子を基本軍装とするが、両軍の人間戦車の間には性能的な差異は無い。人間との見た目の違いは瞳にあり、人間のそれが二重円（虹彩と瞳孔）の黒目に光の照り返し（ハイライト）があるのに対し、人間戦車は照り返しの無い黒目に渦巻き状の線がある。
毒電波粒子第1作の30年ほど前に、突如としてジャポン各地に発生した謎の帯電性粒子。有毒な物質で、その影響下では電子機器が誤動作し人間は発狂死してしまう。このため、帝国と王国との戦争は、毒電波粒子そのものを燃料とし遠隔指揮によって戦闘を行う人間戦車による、代理戦争の様相を呈することとなった。第1作・第2作の頃は大気中に人間には無害な程度の毒電波粒子が漂っており、人間戦車たちはそれを燃料とする。それから30年が経過した第3作の頃には、人間戦車の活動に支障をきたすほど全国的に濃度が薄まった。通常は目に見えないほど小さな粒子だが、濃く集まると黒い霧状に見える。
富士大森林帝国と王国とを最短距離で結ぶ直線上の山すそに広がる広大な樹海。毒電波粒子の発生源ともされる。人間戦車の行動には向かない地形と、かつては毒電波粒子の濃い地帯でもあったため、帝国・王国双方から敬遠され「聖域」扱いされてきた。しかし、いつしか毒電波粒子の濃度が無害になり、奥深くにある洞窟内に「王国戦技局」の研究所が作られ、様々な人間戦車の研究・開発が行われた。各作品とも物語の進め方によって関わる地域で、殊に『ALTeR』のサイドシナリオでは王国戦技局のあった洞穴を探索することになる。
のら戦車本来の上官とはぐれるなどして孤立し、指揮官を持たないまま徒党を組み動物や人を無差別に襲う人間戦車。

## とつげき!人間戦車
第1作『とつげき!人間戦車』は、第74回コミックマーケット開催中の2008年8月16日に初めて頒布（発売）された。その後、同年9月5日より同人ショップに於ける委託販売を開始、2009年4月15日に次作「ALTeR」と同時にダウンロード販売を開始した。体験版は2008年8月14日に公開され、第4話まで試遊できる。プレイヤーはジャポン帝国軍の人間戦車部隊の指揮官となり、敵であるジャポン王国軍が帝国首都に迫りつつある戦況から物語が始まる。

### アルタパッチ
「アルタパッチ」は、2008年12月18日に開発元ホームページにて無料公開された、『とつげき!人間戦車』用アップデートパッチ。パッチを適用してゲームを進めて条件を整えて出現させたフリーミッションをクリアし、ゲームフォルダ内に生成されるファイルを次作「ALTeR」のセーブファイルに移して「ALTeR」を始めると特殊な人間戦車が登場する。開発者によれば、次作開発に際して前作からのデータ移行などができなかった代わりに作られたという。

### あらすじ
ジャポンを二分する「ジャポン帝国」と「ジャポン王国」との20年以上もの間続く戦争は、今や「人間戦車」と呼ばれる人型兵器同士の代理戦争となっていた。かつてジャポン全土を支配したジャポン帝国にその面影は無く、ジャポン王国の侵攻によってわずかに皇帝直轄領を残すのみとなっていた。そんな頃、本部直属部隊でありながらも「凍結」されて出撃の機会も無く、ユルい日々を送っていた皇属第四機甲中隊の大本営詔太郎とその妹・勅子のもとに、リーゼロッテ・佐藤という新人エリート参謀が着任、それと同時に「凍結」解除の指令が伝えられた。凍結を解除された皇属第四機甲中隊は、まず帝国の反撃を阻む難攻不落の大河原砲台を、唯一生き残っていた“無限砲”「まさむね」の犠牲と引き換えに奪還、続いて弓城ヶ原で帝国軍の裏をかこうとした王国軍「飯倉連隊」の主力を撃破し、松元城へと後退させた。一個中隊ながらも短期間に戦局を一挙に覆した彼らの存在は、しかし、帝国本部の将校たちには必ずしも歓迎されていなかった。

### 登場キャラクター
※この節では、体験版で描かれる範囲（第4話まで）を中心に記述する。また、各キャラクターの音声は、主に戦闘に於ける配役である（シナリオパートではキャラクターに音声は無い。以下シリーズに於いて同じ）。

#### ジャポン帝国軍
大本営詔太郎（だいほんえい しょうたろう）このゲームの主人公たる男性で、帝国陸軍中尉。帝国本部（皇帝）直属部隊「皇属第四機甲中隊」の指揮官。アニメやゲームが好きで、着任したばかりの佐藤をしばしば苛立たせるが、実はかつて「煉獄の軍師」と呼ばれ、帝国最強と呼ばれた部隊の指揮官であった。物語開始時点では部隊ごと「凍結」され戦闘行為を認められなかったが、王国軍が帝都に迫るに及んで凍結を解除され、出撃早々に大河原砲台を奪還、弓城ヶ原で王国軍主力を破って戦局を覆す。
大本営勅子（だいほんえい ちよこ）声；誠樹ふぁん
詔太郎の妹で、帝国陸軍技術少尉、皇属第四機甲中隊戦技小隊隊長。通称「ちょこ」。詔太郎がアニメを観るのを「戦略の研究」と解釈するほど、兄としての彼を慕っている。一方でとても優秀な人間戦車技師でもあり、物資さえあれば、佐藤が「裏技」と評するほど短時間に人間戦車を生産できる。
リーゼロッテ・佐藤（りーぜろって さとう）声；織部ミヤ
女性の帝国陸軍少尉で、皇属第四機甲中隊参謀兼機甲小隊隊長。士官学校を首席卒業したエリートだが実戦経験は無く、物語冒頭に帝国軍本部直々の指令を受け皇属第四機甲中隊に着任する。軍隊としての規律に欠ける詔太郎らに不快感を示し、上官である彼を宙吊りにしたりファイルの角で殴ったりするが、行動を共にするうちに彼らへの見方を変える。
へしこ声；雪乃ことね
正式名称「へ-04s 四式戦術指揮車改」。ちょこによって改造されたカスタム人間戦車で、一般の指揮車両と違って首元に赤いマフラーを巻いており、ちょこ曰く「100%生還できる」。佐藤らの言動にビクビクする小心な面を持つ一方、命令に背いてまで詔太郎らに同行しようとする。

#### ジャポン王国軍
飯倉くらら（いいくら くらら）声；あげは燈
王国陸軍大佐で、ジャポン帝国制圧隊「飯倉連隊」の指揮官。第三位王位継承権者で、強気な性格。帝都侵攻を詔太郎らに阻まれ後退を余儀なくされるが、諦めず彼らの前に立ち塞がる。背丈が低いことを気にしている。
山奈めぐみ（やまな めぐみ）王国陸軍大尉で、飯倉連隊の参謀。通称「めぐみん」。難攻不落の大河原砲台が陥落した原因を確かめるべく弓城ヶ原で策を用い、部隊の多くを撃破されながらも、戦法から交戦相手を「煉獄の軍師」と見破った。

## とつげき!人間戦車 ALTeR
第2作『とつげき!人間戦車ALTeR』は、第75回コミックマーケット開催中の2008年12月29日に初めて頒布された。その後、2009年1月6日より同人ショップに於ける委託販売を開始、2009年4月15日に前作と同時にダウンロード販売を開始した。体験版は2008年12月21日に公開され、第3話まで試遊できる。前作から半年後、ジャポン帝国軍の侵攻に脅かされつつある中、国王から特別任務を与えられたジャポン王国軍人間戦車部隊指揮官の活躍を描く。

### 前作からの変更点
両陣営仕様の人間戦車を使用可能主人公率いる王国軍のみならず、帝国軍仕様の人間戦車も使える。但し、それぞれの仕様は別々に開発が必要。一方で、敵側にも帝国軍車両だけでなく、王国軍車両が含まれる。これに伴い敵味方を判別する目安として、ユニットの右下に味方は青、敵は赤の目印がついた。
富士樹海大洞穴富士大森林の奥にある、かつて王国戦技局研究所のあった洞穴内に住み着いた“のら戦車”を駆逐するサイドシナリオ。本編とは別の物語が用意され、次節のパッチによって拡大する。インターミッションから遊ぶことができる。
新型人間戦車剣客/騎士車両にも攻撃を必ず当てる「狙撃車両」、敵の全てのプラグインを無効にする「制圧車両」が加わった。
ムービーモード／サウンドモードゲームをクリアすると、オープニングやエンディングなどの動画と楽曲を再生できるモードが出現する。この作品のそれらモードには「ALTeR」の動画・楽曲だけでなく、前作のものも収録されている。

### 富士樹海大洞穴パッチ 青・黒・白
『とつげき!人間戦車アルタ 富士樹海大洞穴パッチ 青・黒・白』は、2009年1月18日から5月1日にかけて公開された以下の3種をまとめた、『とつげき!人間戦車ALTeR』用の拡張パック要素を持つアップデートパッチ。「ALTeR」のサイドシナリオ「富士樹海大洞穴」に、以下のとおり新しい階層と人間戦車、フリーミッションを追加し、本編とは別の物語も収録する。開発元ホームページから無料でダウンロードできる。
1. 富士樹海大洞穴パッチ 青 〜謎の地下文明遭遇編〜（地下16階‐35階）
2. 富士樹海大洞穴パッチ 黒 〜漆黒人間戦車編〜（地下36階‐70階）
3. 富士樹海大洞穴パッチ 白 〜シロイミライ編〜（地下71階‐101階）

### あらすじ
ジャポン王国最年少の人間戦車中隊隊長であり鉄ヘルマニアとして知られるアルタ・松雪代のもとへ、「ルル」というおかしな人間戦車が届けられた。同時に、アルタの従姉でもある国王・飯倉くららの補佐官であるはずの「めぐみん」こと山奈めぐみが、アルタの副官として着任した。翌日、大本営部隊からの技術者と合流すべく峰八幡基地近くへ出向いたアルタらは、基地が帝国軍の攻撃を受けるのを目撃する。戦力不足からひとまず待機を命じたアルタだったが、国王・くららが前線に居ることをめぐみんから聞くと、敵の罠にはまりつつある基地を救おうと手勢を率いて出撃し敵部隊の撃破に成功するが、なぜか王国軍の戦車に攻撃を受ける。すんでのところを救ったのは「えれ」と名乗る人間戦車で、幼い頃に密かに匿っていた帝国軍人間戦車の面影を彼女に見るアルタだったが、最後まで笑顔だった昔の「えれ」と違い、えれは無表情だった。技師でもあるえれによって人間戦車を迅速に補充されたアルタらの活躍もあって、王国軍は峰八幡基地を守りきった。アルタらと再会したくららは、実は敵の策略にはまったふりをしてアルタの参戦を誘い彼女の力量を確かめたことを明かし、一つの命令を与えた。それは、このところ帝国軍陣中に王国軍人間戦車が加担している謎を探り、敵に情報を漏らしている裏切り者を抹殺することだった。時は2月、ひと月で任務を果たすべくアルタに与えられた部隊は、「如月特務 松雪代中隊」と名づけられた。

### 登場キャラクター
※この節では、体験版で描かれる範囲（第3話まで）を中心に記述する。

#### ジャポン王国軍
アルタ・松雪代（あるた まつゆきしろ）今回の主人公たる女性の王国陸軍中尉。王位継承権は無いものの国王・飯倉くららの従妹にあたり、くららを「姉様」（あねさま）と呼ぶ。十年前に帝国の人間戦車を匿い、悲しい別れを経験した。帝国の軍装である鉄ヘルメットに執心し、面倒なことを嫌う横着な性格だが、任務は完璧にこなす。新編成のためえれを受領に向かった峰八幡基地付近で両軍の会戦に遭遇、一旦は傍観を決め込むが、くららが前線と居ると聞き救援のため交戦、その実力を確かめたくららにより特別任務を与えられ、「如月特務 松雪代中隊」を率いることとなった。
山奈めぐみ（やまな めぐみ）声；雪乃ことね
物語の冒頭にアルタの部隊に着任した女性の王国陸軍少尉。前作で飯倉くららの副官を務め、彼女が国王となって以降は本来ならば少佐で補佐官（参謀長）だったはずが、誤ってくらら用のケーキを食べて不興を買い、3階級降格のうえアルタの副官とされた。アルタらに「うっかりめぐみん」とあだ名される。くららをとても慕っており、数年前にはアルタの家庭教師も務めていた。
えれ声；あげは燈
正式名称「え-00s 戦車開発用戦車」。大本営部隊から松雪代中隊へ派遣された人間戦車技師。自らも人間戦車だが身体の半分に人間の細胞を持つので人間として扱われ、如月特務 松雪代中隊の戦技小隊隊長、技術少尉待遇を得る。「えれ」という名は、かつて幼いアルタが匿っていた帝国軍の人間戦車と同じだが、明るい笑顔の絶えなかった昔の「えれ」と違って無表情で寡黙な彼女に、アルタは違和感を覚えている。
ルル声；雅彌ちはや
正式名称「KLL アルタ専用指揮戦車」。前作から登場する飯倉くらら専用人間戦車「ララ」の妹にあたる車両。他の指揮車両とは異なる特注品で、さらに大本営部隊に改造された、めぐみん曰く「王国軍至高の人間戦車」。小さくてかわいいものが好きで元気だが、いつも一言多く、度々アルタから「変態戦車」呼ばわりされて石抱を科せられる。敵に撃たれても死なず、爆風で空の彼方へ飛んでいった後、戻ってくる機能がある。
飯倉くらら（いいくら くらら）声；あげは燈
ジャポン王国国王。前作では第三位王位継承権者ながら一介の指揮官だったが、帝国軍による王都侵攻に際して他の王族が逃げ出す中、ただ一人前線に立ち続け、国民の支持を得て王位を継いだ。峰八幡基地にて自ら指揮を執り、帝国軍の攻撃を防ぐが、アルタに特命を与え大月ヶ原へ向かわせた後、帝国軍の大型人間戦車「セイラン」の砲撃を受けて基地が消滅、くららも行方不明となる。
大本営部隊前作の主人公・大本営詔太郎の率いる第三勢力。帝国軍による王都制圧直前で帝国軍本部に反旗を翻し、共に帝国軍に敵対する立場から王国軍と協同戦線を張る。王国から増援兵力を受ける代わりに、人間戦車技師・えれとルルの改造などの技術を王国へ提供した。元々は帝国軍部隊なので、帝国軍仕様の人間戦車を主力とする。

#### ジャポン帝国軍
本郷戦国（ほんごう せんごく）声；雅彌ちはや
王国侵攻を指揮する女性の帝国陸軍中佐。自らも人間戦車部隊を指揮するが、ある理由により人間戦車を嫌う。くららの命によって大月ヶ原の王国軍砦へ向かうアルタらの前に立ちふさがり、大型人間戦車「セイラン」によって王国の拠点である峰八幡基地を消滅させた。

## とつげき!人間戦車 LIMITED OPERATIONS
第3作『とつげき!人間戦車 LIMITED OPERATIONS』は、第77回コミックマーケット開催中の2009年12月30日に初めて頒布された。その後、2010年1月13日より同人ショップに於ける委託販売を開始した。開発者間及びゲーム上で使われる略称は「人間戦車ろ」。体験版は2009年12月28日に公開され、第9話まで試遊できる。前作から30年ほど経過してジャポン帝国とジャポン王国との間に停戦が結ばれた時代を背景に、兵器としての終焉を迎えつつある人間戦車を率いる帝国軍の部隊指揮官を描く。

### 前作からの変更点
部隊編成の変更前作までの「開発・生産」ができなくなり、シナリオ毎に用意された戦力から部隊編成を行う形になった。これに伴い、戦闘結果として得られる「物資」の概念が、得点を示す「スコア」並びに4段階（S/A/B/C）の「スコアランク」に変更された。
リミットクリア戦闘で単に勝利するだけでなく、シナリオ毎に「一定以上のスコアランクを出す」「敵を全滅させる」など付帯条件となる「リミットクリア」が設定された。これを満たすと、新たなフリーミッションが発生したり、スコアランクが上がる。
人間戦車辞典インターミッションにて、戦闘で撃破した敵戦車と自軍としてのみ登場する人間戦車の各能力や、それまでの撃破数を確認できる。
ミッションリストインターミッションにて、既にクリアしたミッションや新たに出現したフリーミッションをリスト形式、もしくは地図上の地点を選んで遊ぶことができる他に、既に見たシナリオのAパートやBパートなどを再び見ることができる。

### あらすじ
この世界に人間戦車が生まれてから50年ほどが経つ頃、燃料となる毒電波粒子の減少によって、人間戦車はその数を減らしつつあった。同じ頃、ジャポンを二分して争っていたジャポン帝国とジャポン王国もまた、関係を改善し停戦状態を迎えていた。そんなとき、帝国本部へ召還された白波瀬弥太朗と此ノ原花は、人間戦車部隊を指揮してジャポン王国への援軍を命じられる。ジャポン王国では一部の軍人が「新ジャポン同盟軍」を名乗って反乱を起こし人間戦車を強奪、国境付近の新名吾屋基地を制圧していた。救援に赴いた弥太朗らは新ジャポン同盟軍と交戦中、「流れの傭兵」を名乗る見慣れぬ人間戦車「ほたる」と、そのオーナー「桂さん」に出会う。迫り来る新ジャポン同盟軍の大軍勢の前にわずかの手勢と活動限界を迎えた王国軍人間戦車しか無い絶望的な状況だったが、弥太朗が鼓舞した途端、それまで動けなかった王国軍人間戦車が元気を取り戻し、反撃に転じることができた。

### 登場キャラクター
※この節では、体験版で描かれる範囲（第9話まで）を中心に記述する。
白波瀬弥太朗（しらはせ やたろう）この作品の主人公たる男性で、ジャポン帝国陸軍少佐。物語開始時点では大尉で、それ以前から人間戦車を使った作戦成功率の高さは本部にも知られていた。冒頭に花と共に本部へ召還され、昇進と同時にジャポン王国への援軍を装って“使える”人間戦車を集める任務を命じられ、「皇属第四機甲中隊」を指揮することとなった。王国軍の新名吾屋基地で「活動限界」を迎えていた人間戦車たちを回復させ、敵を撃破したことから、「死霊使い」（ネクロマンサー）とあだ名される。ことある毎に寝ようとするサボリ癖がある。
此ノ原花（このはら はな）声；いちい
帝国陸軍大尉。物語冒頭に弥太朗と共に本部に召還され、中尉からの昇進と同時に皇属第四機甲中隊の副隊長を命じられた。弥太朗とは士官学校の後輩に当たるため彼をしばしば「先輩」と呼び、物語以前から彼と同じ隊に居た。名前にコンプレックスを持ち弥太朗から「花ちゃん」と呼ばれるのを嫌う。任務をそつなくこなすエリートだが、人間戦車マニア。
みはり声；天乙准花
正式名称「み‐03 三号長距離電探機」。元々は量産型の索敵車両だが、毒電波粒子の減少などによって同型機が失われた結果、戦略型索敵車両としては唯一の生き残りとなっている。物語開始以前から弥太朗専属の人間戦車で、そのまま皇属第四機甲中隊所属となる。一般の索敵車両に比べ広範囲を索敵できるが、毒電波粒子減少の影響で武装（拳銃）を持てず攻撃力を失っている。
ほたる声；雅彌ちはや
正式名称「ほ‐06 試作汎用指揮車」。桂さんに造られた試作型の人間戦車で、彼女のもと「流れの傭兵」として活動する。テレビを観るのが好きだったり、軍人口調（「自分は…であります」）を使わず弥太朗や桂さんにもため口をきくなど、およそ人間戦車らしからぬ性格。名吾屋へ向かう途中の皇属第四機甲中隊の前に現われてみはりを救い、桂さんの指示で彼らと行動を共にする。戦闘ごとに武装を交換できる（プレイヤーの任意に変更はできず、シナリオごとに攻撃能力が変化する）。
桂さんハッキリとは名乗らず、弥太朗をはじめ他の人々には「桂さん」と呼ぶよう要求する女性。ほたるの開発者で、彼女からは「オーナー」と呼ばれる。ほたると共に流れの傭兵であり、今回は王国軍に付いている。王国で発生した反乱軍「新ジャポン同盟軍」との戦いに際してジャポン帝国に援軍を要請、救援に来た弥太朗らにほたるを託した。

## 関連作品
- とつげき!人間戦車 サイクロペディア[16]‐『とつげき!人間戦車』と『とつげき!人間戦車 ALTeR』の設定資料集。2009年5月5日に開催されたコミティア88と同年8月15日のコミックマーケット76にてイベント限定として頒布された。A5判36ページ。
- SOUNDS OF THE HUMAN TANKS[17]‐『とつげき!人間戦車』と『とつげき!人間戦車 ALTeR』に使用された楽曲をまとめたサウンドトラック。全90曲。音楽CD3枚組のパッケージ版が2009年5月5日に開催されたコミティア88と同年8月15日のコミックマーケット76にて頒布されたほか、2009年6月24日より各ダウンロード販売サイトにてMP3形式（320kbps,約500MB）でも発売された。